# Belonging
Albums de Keith Jarrett
Treasure Island
(1973) Luminessence
(1974)
Belonging est un album du pianiste américain Keith Jarrett, avec le saxophoniste Jan Garbarek, le bassiste Palle Danielsson et le batteur Jon Christensen. C'est le premier disque du « quartet Européen » de Keith Jarrett, quatuor également appelé quartet Belonging, du nom de ce premier album.

## Réception critique
L'album est bien reçu à sa sortie, puis plus tard lors de sa ré-édition au format CD, mais également près de 40 ans après sa sortie. La critique de Richard S. Ginell de AllMusic accorde 4.5/5 à l'album.
Le quartet formé avec les trois scandinaves est considéré par les critiques comme moins radical, avec plus de fraicheur et d'émotion,.

## Liste des morceaux
Toutes les compositions sont de Keith Jarrett.
| No | Titre                                | Durée |
| -- | ------------------------------------ | ----- |
| 1. | Spiral Dance                         | 4:07  |
| 2. | Blossom                              | 12:11 |
| 3. | Long as you know you're living yours | 6:10  |
| 4. | Belonging                            | 2:12  |
| 5. | The windup                           | 8:22  |
| 6. | Solstice                             | 13:12 |

## Musiciens
- Keith Jarrett - piano, compositions
- Jan Garbarek - saxophone ténor, saxophone soprano
- Palle Danielsson - contrebasse
- Jon Christensen - batterie